# Teodoro Estudita

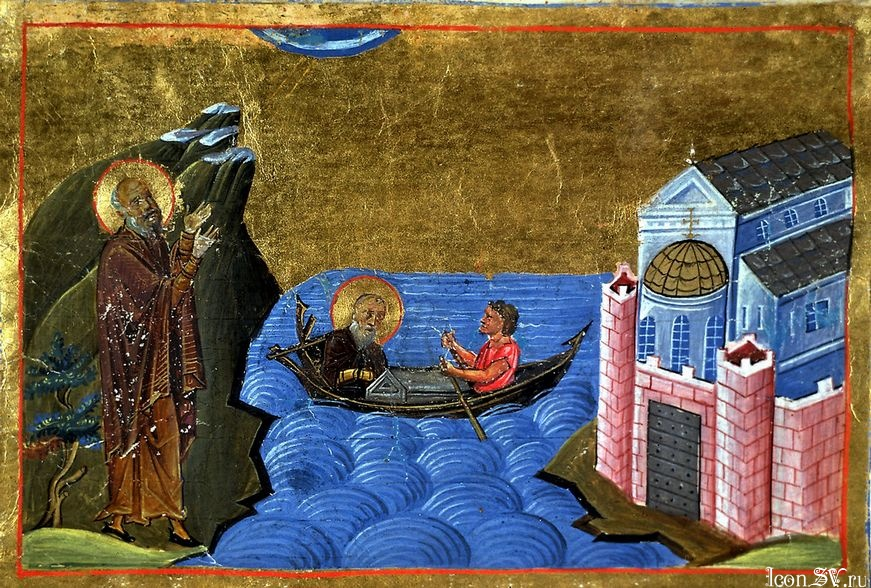
Monasterio de Studion representado en un manuscrito del.

San Teodoro el Estudita, también conocido como San Teodoro de Studion (Constantinopla, 759 - Sakkudion, 826), fue monje y abad del Monasterio de Studion, escritor y teólogo bizantino.

## Vida
Teodoro nació en Constantinopla en 759. Fue el hijo mayor de Photeinos, un importante funcionario financiero del Imperio Bizantino, y el sobrino de san Platón, a quien él y sus hermanos persuadieron para que los guiara como ermitaños.
A los 22 años entró en el Monasterio de Sakkudion (Bitinia), siendo abad su tío Platón. Ambos trataron de organizar el monasterio de acuerdo con los escritos de Basilio de Cesarea. En 794 Teodoro alcanzó el abadiato de este monasterio al retirarse su tío, que se dedicó a la vida silenciosa.
Durante ese año, el emperador Constantino VI decidió separarse de su esposa María de Amnia para casarse con Teodote (una cabicularia o dama de honor de su madre, la emperatriz Irene), prima de Teodoro, un hecho impopular y posiblemente ilegal, al que este se opuso. Por ello fue desterrado a Tesalónica en 796. Por medio de la intercesión de la Emperatriz, Teodoro pudo regresar en 797, pero al producirse ataques árabes los monjes de Sakkudion tuvieron que marchar de allí hacia la capital. Irene, la nueva emperatriz, levantó el exilio, y le ofreció ser abad del Monasterio de Studion en Constantinopla, lo cual aceptó.
Como abad, reformó la disciplina eliminando supersticiones diversas (cirios, incienso, ceremonias, culto excesivo a las reliquias).
Vivió el periodo iconoclasta del Imperio bizantino (726 - 843), siendo un valiente defensor del valor espiritual de los iconos, enfrentándose a León V el Armenio, lo que le valió nuevos exilios en Asia Menor.
Polemista vigoroso, sostener sus puntos de vista le ocasionó cuatro exilios. Sus obras figuran en la Patrología griega y algunos de sus epigramas sobre la vida monástica poseen cierto vigor.
Una parte del Sermón sobre la adoración de la cruz es la segunda lectura del oficio de lecturas del viernes de la segunda semana de Pascua en la iglesia católica.

## El Monaquismo según Teodoro el Estudita

### El Monje estudita
Según Teodoro, el monje debe tener tres cualidades: la castidad, la estabilidad (no cambiar de monasterio a menudo) y la pobreza. Por ejemplo, la vestimenta era cambiada cada semana entre los monjes para demostrar que no debían poseer nada material, estrictamente nada.

### El Monasterio de Studion
La entrada al monasterio puede hacerse a la edad de 10 años pero generalmente se produce a los 16 o 17 años. Se llama a los recién llegados noviciados. Toman el hábito religiosos negro de monje, el esquema, símbolo de santidad.
El monasterio está cercado y se organiza para ser autosuficiente. Para ello, todos deben trabajar, lo que no era el caso en el pasado. Además, la mayoría de los monjes de estos monasterios provenían de la aristocracia en donde el trabajo no era una actividad común.
En el monasterio estudita, el trabajo es un criterio de "philergia", es decir, el amor al trabajo, o dicho de otro modo, se trata de la misa del monje o medio para encontrar a Dios.

### El fracaso del sistema
Teodoro no consiguió sin embargo fundar una verdadera orden monástica, aunque la inmensa mayoría de los monasterios bizantinos siguen sus instrucciones; el monaquismo bizantino se plantea anárquico.
La causa principal es que permanece como modelo el eremitismo. Además, el monasterio se forma mediante un débil agrupamiento bajo la autoridad de un cénobe. Muy a menudo, el monasterio está considerado sólo como una etapa: el monje entra en el monasterio para hacerse más tarde ermitaño.
Durante el siglo IX y en la primera parte del X, se multiplican en el Olimpo de Bitinia numerosos monasterios independientes. Esta superpoblación de la zona producirá la salida de monjes hacia el Monte Athos, llevando con ellos la Regla de Teodoro que fue codificada después de su muerte y que será adoptada con modificaciones allí.